# 5148 Giordano
Az 5148 Giordano (ideiglenes jelöléssel 5557 P-L) a Naprendszer kisbolygóövében található aszteroida. Cornelis Johannes van Houten,  Ingrid van Houten-Groeneveld,  Tom Gehrels fedezte fel 1960. október 17-én.